# Belá-Dulice
Belá-Dulice – wieś (obec) w północnej Słowacji, w powiecie Martin, w kraju żylińskim. Powstała z połączenia w 1971 dwóch samodzielnych przedtem wsi: Belá i Dulice.

## Położenie
Wieś leży na wschodnim skraju Kotliny Turczańskiej, u podnóży grupy górskiej Wielkiej Fatry, ok. 11 km na południowy wschód od Martina. Część zwana Belá leży na wysokości 490–500 m n.p.m. u wylotu Belianskej doliny, wzdłuż Bielańskiego potoku (słow. Beliansky potok), natomiast część zwana Dulice – na południowy wschód od Belej, nieco wyżej, bo na wysokości 500–540 m n.p.m.

## Historia
Belá była wspominana po raz pierwszy w 1282, kiedy składała się z dwóch osad: Horná Bela i Dolná Bela, które już na początku XIV w. połączyły się w jedną wieś. W XV w. do wsi przyłączyła się osada Očkova Lehota, wzmiankowana po raz pierwszy w 1390. Do 1848 Belá należała do feudalnego państwa Blatnica z siedzibą na zamku blatnickim. W centrum wsi zachował się dawny układ przestrzenny i nieco dawnej, głównie XIX-wiecznej zabudowy. Znaczna część dawnej zabudowy drewnianej padła ofiarą wielkiego pożaru w 1942.
Dulice powstały na terenie wsi Necpaly. Wspominane po raz pierwszy w 1357, należały do miejscowej drobnej szlachty. Ze względu na rozrzuconą zabudowę, do dziś zachowały charakter wsi górskiej. We wsi urodzili się Michal Buľovský (zm. 1771) – pedagog i twórca instrumentów muzycznych oraz Miloš Buľovský (1869–1945) – pedagog i publicysta.

## Zabytki
- Kościół katolicki pw. Bożego Ciała w Białej – gotycki z końca XIII w., przebudowany w stylu renesansowym w XVII w., a następnie remontowany w l. 1749 i 1856. Wewnątrz gotyckie sklepienie krzyżowe, gotycki portal i pastoforium. Wyposażenie wnętrza w większości z XVII i XVIII w.
- Domy mieszkalne głównie z XIX w., zwykle z charakterystycznymi pawlaczami i przyczółkowymi szczytami skierowanymi ku drodze.
- Murowane spichlerzyki – tzw. sypki lub komory, zaopatrzone w kute, żelazne drzwi, a często i takież zamknięcia okien, sytuowane w wąskim pasie między drogą a potokiem.